# Robert Taylor (informatico)
Robert Taylor (Dallas, 10 febbraio 1932 – Woodside, 13 aprile 2017) è stato un informatico e psicologo statunitense.

## Primi anni
Nato a Dallas nel 1932, adottato 28 giorni dopo a San Antonio, Taylor è cresciuto in Texas, trasferendosi spesso a causa del lavoro del padre adottivo, pastore metodista. È entrato alla Southern Methodist University a 16 anni, ha servito nella marina durante la Guerra di Corea e nel 1954 si è iscritto alla University of Texas at Austin in psicologia. Ha studiato anche matematica, filosofia, inglese e religione.
Per la sua tesi di master in psicologia sperimentale, nel 1964, ha passato ore al buio studiando come le persone possono individuare la fonte di un suono senza vederla.
Durante le ricerche per la sua tesi ha imparato quanto erano frustranti i computer dell'epoca.
I ricercatori dovevano perforare pile di schede, darle a un operatore che le inseriva nel calcolatore e, in un paio di giorni, forniva i risultati.
Se c'era un errore in una scheda, si doveva cominciare tutto da capo, trovare l'errore, rimettere insieme le schede e riprovare.
Secondo Taylor questo processo non era solo frustrante ma fondamentalmente sbagliato.
"Perché non posso lavorare direttamente col computer? Perché il computer non può lavorare col testo?" si chiedeva.
Queste domande lo spinsero a entrare nel mondo dei computer.

## Carriera
Per un periodo ha fatto l'insegnante di matematica e l'allenatore di basket in una scuola in Florida. I guadagni non erano sufficienti con un figlio e due gemelli in arrivo, quindi arrotondava con lavori di ingegneria per aziende aeronautiche.
Dopo aver scritto una proposta alla National Aeronautics and Space Administration (NASA) per un simulatore di volo, nel 1961, è stato invitato a lavorare per loro. Mentre lavorava alla NASA, Taylor ha diretto fondi verso le ricerche di Douglas Engelbart, allo Stanford Research Institute (SRI), che portarono all'invenzione più famosa di Engelbart, il mouse.
Nel 1965 dalla NASA si è trasferito al Pentagono, all'Agenzia per progetti di ricerca avanzata (ARPA) del dipartimento della difesa, un'agenzia civile che sovvenzionava la ricerca a lungo termine.
Mentre era all'ARPA, Taylor aveva accesso a computer connessi alle università che avevano progetti in corso finanziati dal suo ufficio.
Era frustrato dal fatto che dovesse letteralmente cambiare sedia per connettersi con un differente gruppo di ricercatori e che questi non potessero comunicare gli uni con gli altri.
Quando pensò a un terminale che potesse connettere tutti gli utenti attraverso una rete interattiva, indipendentemente dalla geografia, nacque l'idea di ARPAnet. La rete che ne venne fuori fu l'antesignana di Internet.
Nel 1968 ha pubblicato The Computer as a Communication Device insieme a Joseph Licklider, il suo méntore. Il documento proponeva nuovi usi del computer, che da semplice calcolatore diventava uno strumento di comunicazione e un utile compagno nella vita di tutti i giorni.
A 35 anni viene mandato in Vietnam, con un rango equivalente a quello di generale di brigata, per risolvere un problema logistico: il presidente riceveva rapporti contraddittori dal fronte. Taylor ha uniformato i protocolli e le definizioni e ha dato inizio a un programma per un centro informatico vicino a Saigon.
Nel 1969 ha lasciato l'ARPA e ha lavorato per un anno all'Università dello Utah.
Nel 1970 si è trasferito a Palo Alto in California, dove ha passato 13 anni costruendo e gestendo il laboratorio di informatica Xerox PARC. Tra le importanti innovazioni nate al PARC sono da citare: 
- l'Alto e il Dorado, potenti personal computer con interfaccia grafica a finestre che sono i predecessori del Macintosh;
- il protocollo ethernet, che mette in rete i computer all'interno di un edificio;
- l'elettronica e il software che portarono alla nascita della stampante laser;
- il programma di grafica che permise a John Warnock e Chuck Geschke di fondare Adobe;
- il programma di scrittura WYSIWYG (What You See Is What You Get) che è stato alla base di tutti i moderni word processor.

Dopo aver lasciato la Xerox, Taylor ha lavorato per la Digital Equipment Corporation, gestendo un altro laboratorio di informatica. Qui sono state sviluppate avanzate tecnologie per le reti e le memorie, un linguaggio che successivamente è diventato il Java della Sun Microsystems, work station ad alte prestazioni e il libro elettronico.
Taylor è andato in pensione nel 1996.

## Riconoscimenti
Nel 1984 Taylor, Butler W. Lampson e Charles P. Thacker hanno ricevuto il premio ACM Software Systems Award per aver concepito e guidato lo sviluppo del sistema Alto dimostrando che un sistema distribuito di personal computer può essere una pratica alternativa al time sharing. Per lo stesso motivo, nel 1994, tutti e tre sono stati nominati ACM Fellows.
Nel 1999 fu premiato con la National Medal of Technology and Innovation per aver guidato lo sviluppo della moderna tecnologia informatica, compresa la creazione del progetto ARPAnet e gli innovativi risultati nello sviluppo di personal computer e reti di computer.
Nel 2004 l'accademia nazionale degli ingegneri ha premiato Taylor, Butler W. Lampson, Charles P. Thacker and Alan Kay col prestigioso premio Charles Stark Draper Prize per lo sviluppo del sistema Alto.